# Hazatalálsz (televíziós sorozat)
A Hazatalálsz 2023-ban induló magyar drámasorozat. A horvát Čista ljubav (Tiszta szerelem)  című sorozat alapján készült. Főszerepben Törőcsik Franciska, Hajmási Dávid és Jaskó Bálint. 
A sorozat első évadát 2023. január 23-án mutatta be a TV2. A sorozat második évada 2024. március 18-án került bemutatásra.
2023. március 31-én berendelték a második évadot.

## Tartalom
A sorozat egy Farkasliget nevű kisvárosban játszódik, Budapesttől párszáz kilométerre. Itt élnek a főszereplők, az alpolgármester és tanárnő felesége, és két egykori intézetis fiú ugyanabba a nőbe szeret bele, ráadásul egyikük bűnöző, a másik pedig egy bukott rendőr, aki visszatér szülővárosába, hogy új életet kezdjen.
A történet egyik főszála Raja, Tamás és Virág szerelmi háromszöge. Azonban fontos szerepet kap Nina meggyilkolása és az akörüli nyomozás. Valamint Edit évtizedek óta őrzött titka is.

## Szereplők

### Főszereplők
| Szerep                   | Színész              | Leírás | Évad |
| ------------------------ | -------------------- | --- | ---- |
| Vitéz Tamás              | Hajmási Dávid        | Bukott rendőr, de felmentették így újra dolgozhat rendőrként. Raja riválisa, mivel mindketten szerelmesek Virágba. Kata volt férje, Brigi öccse, Raja féltestvére, és Mesi édesapja. Zita volt barátja, de szakítottak, mert Virágot szereti, ezért Zita gyakran bosszút áll rajta. Virág vőlegénye. | 1–2  |
| Kővári Virág             | Törőcsik Franciska   | Gyerekekkel foglalkozik. Márkó nővére, Janka és Tibor lánya, Raja volt menyasszonya. Bármit megtenne a családjáért. Tamás menyasszonya, akitől gyermeket vár. | 1–2  |
| Farkas Rajmund "Raja"    | Jaskó Bálint         | Az R-Bistro tulajdonosa. Tamás riválisa, mivel mindketten szerelmesek Virágba. Virág volt vőlegénye; Trixi a szeretője. Edit fia. Tamás és Brigi féltestvére. Kevesen tudják róla, de sok sötét üzlete van. Börtönben ül. Van egy újszülött kislánya Trixitől.                                       | 1–2  |
| Vitéz Brigitta           | Réti Adrienn         | Fodrász, Tamás nővére, Raja féltestvére. Szerelmes Dénesbe, de ezt a férfi nem viszonozza. Végül Balázs párja lett. | 1–2  |
| Takács Balázs            | Cserdi Zsolt         | Ibolyka és Laci bácsi unokája, ezermester. Szerelmes Brigibe. Böbe, majd Brigi párja. | 1–2  |
| Osvay Edit               | Csapó Virág          | Gazdag özvegy, Ernő partnere. Raja az eltitkolt gyereke. | 1–2  |
| Keller Ernő              | Kocsis Pál           | Rendőrfőnök, Edit partnere. Van egy fia, akivel nem tartja a kapcsolatot. | 1–2  |
| Vitéz Emese “Mesi”       | Mátyássy Kála        | Tamás és Kata lánya. | 1–2  |
| Kata                     | Hermányi Mariann     | Mesi édesanyja, Tamás volt felesége. | 1–2  |
| Kővári Márkó             | Kenéz Ágoston        | Virág öccse, Janka és Tibor fia, DJ. Az R Bistro üzletvezetője, Nina és Orsi ex-pasija. Sokáig gyilkossággal vádolják, ezért többször is menekült a rendőrök elől. Raja jó barátja. | 1–2  |
| Pártos Beatrix “Trixi”   | Lékai-Kiss Ramóna    | Raja és Jack barátja és munkatársa. Raja szeretője. Megölte Ninát. Gyereket vár Rajától. A szülés után meghalt. | 1–2  |
| Jack                     | Kamarás Iván         | Raja barátja és segítője. Sokat foglalkozik növényekkel. | 1–2  |
| Gerlóczy Andor alezredes | Stohl András         | Tamás korábbi főnöke. Bűnöző. | 2.   |
| Balogh Krisztián         | Száraz Dénes         | Rendőrhadnagy majd, rendőrkapitány. Izolda fia. Raja ismerőse majd ellensége. Megölte Dénest. Később börtönbe kerül. | 1–2  |
| Takácsné Ibolyka         | Esztergályos Cecília | Laci bácsi felesége. Balázs nagyanyja. Fodrász, később jósdát nyitott. | 1–2  |
| Kelemen Elek             | Köles Ferenc         | Kata zsarolója. Gerlóczy embere. | 2.   |
| Gulyás Szilvia           | Ábel Anita           | Zsigmond felesége. Igazgatóhelyettes az iskolában. Mesi tanárnője. Virág barátnője. | 1–2  |
| Nyakas Zsigmond "Zsiráf" | Pindroch Csaba       | Farkasliget korábbi alpolgármestere, Szilvia férje. Faiskolát nyitott. | 1–2  |
| Pintér Zita              | Grisnik Petra        | Zsigmond korábbi titkárnője, Tamás volt barátnője. Nagyon elszánt. Brigi barátnője. | 1–2  |
| Kővári Janka             | Nagy-Kálózy Eszter   | Virág és Márkó édesanyja, Tibor felesége, demenciával küzd. | 1–2  |
| Kővári Tibor             | Kárász Zénó          | Virág és Márkó édesapja, Janka férje, könyvelő. Alkoholista. | 1–2  |
| Takács Laci bácsi        | Jordán Tamás         | Ibolyka férje, ezermester. Balázs nagyapja. | 1–2  |
| Kántor Dénes             | Bányai Miklós        | Rendőrhadnagy. Tamás barátja. Szerencsejáték-függő. Balogh Krisztián ölte meg. | 1–2  |

### Mellékszereplők
| Szerep            | Színész              | Leírás                                                                                  | Évad |
| ----------------- | -------------------- | --------------------------------------------------------------------------------------- | ---- |
| Urbán Orsi        | Tóth Andi            | Nina húga. Pincér az R Bistroban. Márkó volt barátnője. Visszaköltözött Erdélybe.       | 1–2  |
| Irma              | Oszvald Marika       | Pletykás öregasszonyok. Ibolyka barátnői és vendégei.                                   | 1–2  |
| Terka             | Sztárek Andrea       | Pletykás öregasszonyok. Ibolyka barátnői és vendégei.                                   | 1–2  |
| Urbán Anna “Nina” | Litauszky Lilla      | Orsi nővére. Márkó barátnője, de meghalt és vége lett a kapcsolatuknak. Trixi ölte meg. | 1.   |
| fiatal Osvay Edit | Dér Marus            | Konrád felesége, György szeretője. Volt egy fia, aki elméletileg meghalt.               | 1–2  |
| Vitéz György      | Bárnai Péter         | Emese férje, Edit szeretője, Tomi, Brigi és Raja apja. Egy autóbalesetben meghalt.      | 1–2  |
| Kiss Dezső        | Sipos György         | Rendőr, Ernő beosztottja.                                                               | 1–2  |
| Szabó Böbe        | Kunert Mandula Lujza | A helyi kisbolt kasszásnője. Balázs volt párja.                                         | 1–2  |
| Gyula             | Vizkeleti Zsolt      | Pincér az R Bistróban.                                                                  | 1–2  |
| Juci              | Molnár Judit         | Janka barátnője, gyakran vigyáz rá.                                                     | 1.   |
| Izolda            | Hegyi Barbara        | Egykori színésznő. Balogh Krisztián édesanyja.                                          | 2.   |
| Perjés            | Kiss Péter Balázs    | Farkasligeti rendőrök.                                                                  | 2.   |
| Varjú             | Fecske Dávid         | Farkasligeti rendőrök.                                                                  | 1–2  |

### Epizódszereplők
- Albert Péter – sofőr Feri
- Ambrus Asma – Jolánka néni
- Balassa Levente – DJ Lajo
- Balogh János – fiatal dr. Pataki
- Baraksó István – dr. Markovits
- Barcsai Bálint – sofőr Árpi
- Bartos Ági – fiatal Lantos Kornélia
- Béres Miklós – Josó, a részeg garázda
- Bergendi Áron – áruszállító
- Bergendi Barnabás – Zakovecz, a zsebtolvaj
- Berki Szofi – tanár
- Beszterczey Attila – Zotya
- Bóna Gábor – kiránduló férfi
- Borsányi Dániel – Lovas Zsolt
- Bródy Norbert – befektető
- Csorba Kata – anyuka
- Darvasi Áron – Petya
- Demeter Hunor – tini Rajmund
- Dervarics Dávid – gyerek Tamás
- Dervarics Dominik – Magor
- Deutsch Anita – dr. Árvai Csilla
- Dósa Mátyás – tanár
- Dömötör Tamás – Garzó Karesz
- Faragó Judit Rita – Hamar Laura
- Farkas Gergő – Béla, a vendég
- Ficzere Béla – Ocsenás őrmester
- Fila Balázs – dr. Nyíri Bertalan
- Firtos Edit – varrónő
- Gerner Csaba – Keliger, a samesz
- Gyalus Zsolt – vadász
- Hábermann Lívia – Szamos Csenge
- Hannus Zoltán – uzsorás
- Horányi László – bíró
- Horváth Károly – dr. Pataki
- Horváth Sebestyén Sándor – férfi a vonaton
- Iszak Dorottya – nővér
- Ivanics Tamás – Pista
- Jakab-Aponyi Zonga – Panni
- Jakab Csaba – dr. Barna
- Jámbor Nándor – Kőrösi rendőr
- Jánosi Ferenc – ügyvéd
- Jeles András Richárd – gyerek
- Kalinowski Virág Alicia – Pamela
- Kálmánchelyi Zoltán – Oszkár
- Kálóczy Eszter – lány
- Kardos Kíra Ágnes – tini Brigi
- Karlovics Dávid – Antalka
- Károlyi Krisztián – fiatal Ernő
- Kása Tímea – gyámügyi dolgozó
- Kátai Kinga – Erzsike, a recepciós
- Katkó Ferenc – horgászboltos
- Katona Zsolt – Nagy Antal, rendőr
- Kazári András – Kesztölci Dani, a titkár
- Kelecsényi Anna – Csilla nővér
- Kenderes Csaba – Fecó
- Kinizsi Ottó – futár
- Koltai Vivien – lány
- Kós Mátyás – irodista Béla
- Kosik Anita – lány
- Kótai Mihály – bajnok
- Kovács Marci – Palkó
- Kozma Dániel – boltos
- Kulcsár Viktória – Pál Emese
- Lass Bea – navos nő
- Lebisch Tamás – vadász
- Lecső Péter – hentes
- Lénárdt Laura – Jázmin
- Lénárt László – navos férfi
- Lovas Dániel – Zsolti, a postás
- Lugosi György – dr. Fényes
- Lukács Dániel – Ferenc
- Mach Cseperke – kiránduló nő
- Mádi Piroska – dr. Kincses
- Maixner Ágnes – Manyika, a cukrász
- Majorfalvi Bálint – Vendák Csaba
- Marjai Virág – Mónika / Anyakönyvvezető
- Marton Róbert – gumis
- Mátyássy Bence – Madár
- Mézes Violetta – Zsófia néni
- Nádházy Péter – Baki Gábor
- Németh Ádám – apuka
- Németh Judit – Lantos Kornélia
- Noé Viktor – DJ Guszti
- Nyers Júlia – Lilla
- Oláh Béla – IT szakértő
- Ottlik Ádám – Foltos Hiéna
- Ozsgyáni Mihály – háziorvos
- Palásthy Péter – gyerek Rajmund
- Pallagi Melitta – Anna / fiatal Vera
- Pető Zsófia – ápoló
- Pipó László – Sipeki Szilárd
- Róbert Gábor – Sanyi
- Popper Ádám – Kopár Zoltán, az újságíró
- Proszenyák Zita Anna – gyerek Brigi
- Quintus Konrád – Osvay Konrád
- Reiner Tamás – Gyémánt Misi
- Réti Nóra – Kereszti Andi
- Rózsa Krisztián – Fácános Robi
- Rudolf Szonja – fiatal Janka
- Rumi Marcell – Fernando
- Sáfár-Kovács Zsolt – Zsolt
- Solymosi Ákos – lufiárus
- Suhajda Dániel – dr. Lambert
- Spilák Klára – dr. Kovacsik Panna
- Szacsvay László – Mihály bácsi
- Szakács Hajnalka – Kiss Judit nővér
- Szente Árpád Csaba – dr. Faragó
- Szikora Róbert – önmaga
- Szikra József – falusi bácsi
- Szitás Barbara – Nényei, igazgatónő
- Szkorce Zalán – Benett
- Tajti Dániel – tini Tamás
- Ténai Petra – rendőr
- Tóth Roland – Dénes, szomszéd
- Tóth József – Ács Norbert
- Tóth Mihály – Zengő rendőr
- Török Anna – Sára
- Török Attila – részeg garázda
- Vándor Tóth Zoltán – eladó
- Varju Nándor – Móric, a dekoratőr
- Végh Andor Mór – gyerek
- Vígh Gergő – profi
- Vlahovics Edit – Brémainé
- Vogl Lolita Noa – gyerek Trixi

## Epizódok
| Évad | Évad | Részek száma | Részek száma | Eredeti sugárzás  | Eredeti sugárzás  | Eredeti adó |
| Évad | Évad | Részek száma | Részek száma | Évadbemutató      | Évadzáró          | Eredeti adó |
| ---- | ---- | ------------ | ------------ | ----------------- | ----------------- | ----------- |
|      | 1.   | 50           | 50           | 2023. január 23.  | 2023. március 31. |             |
|      | 2.   | 30           | 30           | 2024. március 18. | 2024. április 26. |             |

### 1. évad (2023)
Az első évad első és második epizódját 2023. január 23-án mutatta be a TV2.
| #   | Cím      | Premier           | Nézettség |
| --- | -------- | ----------------- | --------- |
| 1.  | 1. rész  | 2023. január 23.  | 680 000   |
| 2.  | 2. rész  | 2023. január 23.  | 680 000   |
| 3.  | 3. rész  | 2023. január 24.  | 640 000   |
| 4.  | 4. rész  | 2023. január 25.  | 619 000   |
| 5.  | 5. rész  | 2023. január 26.  | 641 000   |
| 6.  | 6. rész  | 2023. január 27.  | 654 000   |
| 7.  | 7. rész  | 2023. január 30.  | 612 000   |
| 8.  | 8. rész  | 2023. január 31.  | 562 000   |
| 9.  | 9. rész  | 2023. február 1.  | 603 000   |
| 10. | 10. rész | 2023. február 2.  | 604 000   |
| 11. | 11. rész | 2023. február 3.  | 610 000   |
| 12. | 12. rész | 2023. február 6.  | 592 000   |
| 13. | 13. rész | 2023. február 7.  | 524 000   |
| 14. | 14. rész | 2023. február 8.  | 589 000   |
| 15. | 15. rész | 2023. február 9.  | 562 000   |
| 16. | 16. rész | 2023. február 10. | 521 000   |
| 17. | 17. rész | 2023. február 13. | 569 000   |
| 18. | 18. rész | 2023. február 14. | 529 000   |
| 19. | 19. rész | 2023. február 15. | 568 000   |
| 20. | 20. rész | 2023. február 16. | 537 000   |
| 21. | 21. rész | 2023. február 17. | 548 000   |
| 22. | 22. rész | 2023. február 20. | 529 000   |
| 23. | 23. rész | 2023. február 21. | 518 000   |
| 24. | 24. rész | 2023. február 22. | 525 000   |
| 25. | 25. rész | 2023. február 23. | 565 000   |
| 26. | 26. rész | 2023. február 24. | 541 000   |
| 27. | 27. rész | 2023. február 27. | 576 000   |
| 28. | 28. rész | 2023. február 28. | 564 000   |
| 29. | 29. rész | 2023. március 1.  | 580 000   |
| 30. | 30. rész | 2023. március 2.  | 569 000   |
| 31. | 31. rész | 2023. március 3.  | 567 000   |
| 32. | 32. rész | 2023. március 6.  | 559 000   |
| 33. | 33. rész | 2023. március 7.  | 596 000   |
| 34. | 34. rész | 2023. március 8.  | 590 000   |
| 35. | 35. rész | 2023. március 9.  | 593 000   |
| 36. | 36. rész | 2023. március 10. | 570 000   |
| 37. | 37. rész | 2023. március 13. | 598 000   |
| 38. | 38. rész | 2023. március 14. | 570 000   |
| 39. | 39. rész | 2023. március 16. | 532 000   |
| 40. | 40. rész | 2023. március 17. | 581 000   |
| 41. | 41. rész | 2023. március 20. | 537 000   |
| 42. | 42. rész | 2023. március 21. | 547 000   |
| 43. | 43. rész | 2023. március 22. | 557 000   |
| 44. | 44. rész | 2023. március 23. | 523 000   |
| 45. | 45. rész | 2023. március 24. | 500 000   |
| 46. | 46. rész | 2023. március 27. | 533 000   |
| 47. | 47. rész | 2023. március 28. | 529 000   |
| 48. | 48. rész | 2023. március 29. | 535 000   |
| 49. | 49. rész | 2023. március 30. | 539 000   |
| 50. | 50. rész | 2023. március 31. | 552 000   |

### 2. évad (2024)
A második évad első epizódját 2024. március 18-án mutatta be a TV2.
| #   | Cím      | Premier           | Nézettség |
| --- | -------- | ----------------- | --------- |
| 1.  | 1. rész  | 2024. március 18. | 523 000   |
| 2.  | 2. rész  | 2024. március 19. | 497 000   |
| 3.  | 3. rész  | 2024. március 20. | 479 000   |
| 4.  | 4. rész  | 2024. március 21. | 448 000   |
| 5.  | 5. rész  | 2024. március 22. | 416 000   |
| 6.  | 6. rész  | 2024. március 25. | 443 000   |
| 7.  | 7. rész  | 2024. március 26. | 424 000   |
| 8.  | 8. rész  | 2024. március 27. | 462 000   |
| 9.  | 9. rész  | 2024. március 28. | 418 000   |
| 10. | 10. rész | 2024. március 29. | 334 000   |
| 11. | 11. rész | 2024. április 1.  | 429 000   |
| 12. | 12. rész | 2024. április 2.  | 423 000   |
| 13. | 13. rész | 2024. április 3.  | 467 000   |
| 14. | 14. rész | 2024. április 4.  | 459 000   |
| 15. | 15. rész | 2024. április 5.  | 470 000   |
| 16. | 16. rész | 2024. április 8.  | 454 000   |
| 17. | 17. rész | 2024. április 9.  | 441 000   |
| 18. | 18. rész | 2024. április 10. | 500 000   |
| 19. | 19. rész | 2024. április 11. | 472 000   |
| 20. | 20. rész | 2024. április 12. | 446 000   |
| 21. | 21. rész | 2024. április 15. | 453 000   |
| 22. | 22. rész | 2024. április 16. | 458 000   |
| 23. | 23. rész | 2024. április 17. | 428 000   |
| 24. | 24. rész | 2024. április 18. | 453 000   |
| 25. | 25. rész | 2024. április 19. | 420 000   |
| 26. | 26. rész | 2024. április 22. | 442 000   |
| 27. | 27. rész | 2024. április 23. | 425 000   |
| 28. | 28. rész | 2024. április 24  | 481 000   |
| 29. | 29. rész | 2024. április 25. | 483 000   |
| 30. | 30. rész | 2024. április 26. | 474 000   |

## Forgatás
A forgatás nem felépített stúdióban zajlott, hanem valós környezetben. A forgatás Szigetszentmiklóson, Pusztazámoron , Nagytétényben és Törökbálinton és Budakeszin zajlott. 